# دباء مخطط
دباء مخطط (الاسم العلمي:Lagenaria vittata) هو نوع من النباتات يتبع جنس الدباء (جنس) من الفصيلة القرعية.